# Keskese
Keskese (en gueez: ግእዝ, ከስከሰ, sebeo: ሰበአ 𐩫𐩪𐩫𐩪) és un jaciment arqueològic de la regió de Debub, al sud d'Eritrea. És seu d'una antiga ruïna del Regne D'mt i està situada a 8 km al nord de Matara.

## Ubicació
Keskese és al nord de Matara, en una vall de les terres altes a prop de la vora de la escarpa oriental, a una alçada mitjana de 2.000 m sobre el nivell de la mar i a uns 2 quilòmetres al nord d'Amba Tarika. La zona de Keskese és a prop de la vall de Komaile, que baixa des de les terres altes centrals fins al golf de Zula, a la costa de la mar Roja.

## Història
Data de l'any 500 abans de la nostra era, i és famós per les seues antigues esteles. Alguns dels edificis del jaciment estan inscrits en idioma gueez i tenen fins a 14 m d'altura. El lloc més tard va estar dominat pel Regne d'Axum.
El jaciment ha estat descrit com un centre ritual del primer mil·lenni abans de la nostra era, pel fet que en la superfície es troben si més no sis pilars o obeliscs monolítics documentats, parcialment soterrats. Els pilars tenen entre 7 i 9 m de llarg i, en general, la forma n'és semblant a la dels documentats en altres parts del nord de la Banya d'Àfrica. Una inscripció gravada en un bloc de granit trobat a Keskese inclou el nom epigràfic del sud d'Aràbia, que es pensa que representa un rei del primer mil·lenni abans de la nostra era.
La posició de Keskese entre els importants centres urbans de Matara i Qohaito i al final de la Vall de Komaile, que uneix directament les terres altes amb Adulis al litoral de la mar Roja ha d'haver jugat un gran paper en l'evolució del lloc durant el primer mil·lenni ae (900-100 ae) i el primer mil·lenni de l'era actual (100-900) del nord de la Banya. Les restes d'una arquitectura monumental substancial, molts monticles, inscripcions i restes del primer mil·lenni ae, i les eines de pedra i ceràmica indiquen que l'assentament i les activitats religioses es van produir al llarg de molts anys.

## Excavacions
L'arqueòleg Daniel Habtemichael excavà Keskese a la primeria de la dècada del 2000. Un estudi sistemàtic realitzat a la zona el 2001 extragué documentació de deu jaciments, incloses dues àrees amb sis obeliscs i llocs amb extenses característiques arquitectòniques de murs i terrasses, així com enderrocs arquitectònics importants. També es van documentar eines de pedra i ceràmica que s'assemblen a les documentades a l'àreade Gran Asmara.